# モルディヤハ
モルディヤハ (ロシア語: Мордыяха)とは、ロシア連邦ヤマロ・ネネツ自治管区ヤマル地区にかつて存在した村。現在は廃村。人口は0人（2010年）。モルディヤハ川の川岸に位置していた。